# Kuh-e Hadschi-ye Koschte (Iran)
Kūh-e Hādschī-ye Koschte (persisch کوه حاجی کشته, DMG kūh-e ḥāǧǧī-ye košte, ‚Berg des erschlagenen Hadschi‘) ist ein Berg des Elburs-Gebirges nordwestlich von Nischapur in der iranischen Provinz Nord-Chorasan.